# Óquimo
En la mitología griega Óquimo era uno de los helíadas, los siete hijos que tuvo el dios Helios con la ninfa Rodo.
Los helíadas recibieron el gobierno de Rodas después de la expulsión de los telquines, poderosos démones con cabeza de perro que desafiaron a los dioses al manejar los fenómenos atmosféricos y hacer llover agua de la laguna Estigia. Previendo una gran inundación en la isla, los telquines la abandonaron. Entonces Helios, al que le había correspondido la posesión de Rodas, la hizo emerger de las aguas con sus rayos, la bautizó con el nombre de su amada Rodo y dio su gobierno a los siete hijos que había tenido con ella.
Pero envidiosos de las habilidades de su hermano Ténages, cuatro de los restantes helíadas planearon su asesinato. Cuando el crimen se descubrió fueron expulsados de Rodas, por lo que solo quedaron en la isla los dos hermanos que no habían participado, esto es, Cércafo y Óquimo. 
Óquimo, que era el mayor, se hizo con el trono de Rodas. Con la náyade Hegetoria tuvo una hija llamada Cídipe o Cirbia, que al casarse con Cércafo le hizo heredero de su hermano. Cídipe estaba prometida a Ocridión, pero la traición de un heraldo de este la dio en matrimonio a Cércafo. Cércafo y Cídipe huyeron lejos y no regresaron hasta que Óquimo era ya un anciano. Por esto, desde entonces, ningún heraldo se atrevía a entrar en el templete de Ocridión.
| Predecesor: Los helíadas | Reyes míticos de Rodas | Sucesor: Cércafo |